# Alexandra Boiger
Alexandra Boiger (* in München) ist eine Schriftstellerin und Illustratorin von Bilderbüchern für Kinder und Jugendliche.

## Leben
Boiger wurde in München als jüngstes von 7 Geschwistern geboren. Nach der Schulausbildung studierte sie Grafikdesign an der Fachhochschule Augsburg. Nach dem Studium arbeitete sie zunächst für die Animationsfilmabteilungen von Warner Brothers und Dreamworks. Anschließend zeichnete sie als Illustratorin für Kinderbücher und schreibt und illustriert auch Bücher selber. Sie lebt in Kalifornien mit ihrem Mann und ihrer Tochter.
Bekannt wurde sie durch den Bestseller She Persisted von Chelsea Clinton, zu dem sie die Bilder beitrug und Platz 1 auf der Bestsellerliste der New York Times erreichte, und den Folgeband She Persisted Around the World.

## Werke (Auswahl)

### Illustration
- She Persisted Text von Chelsea Clinton, Philomel Books, 2017, ISBN 978-1-5247-4172-3
- She Persisted Around the World Text von Chelsea Clinton, Philomel Books, 2018, ISBN 978-0-525-51699-6

### Buchserien
- Tallulah's zusammen mit der Autorin Marilyn Singer
- Roxie and the Hooligans zusammen mit der Autorin Phyllis Reynolds Naylor

### Autorin und Illustratorin
- Max and Marla, Max and Marla, G. P. Putnam’s Sons, 2015, ISBN 978-0-399-17504-6
- Max and Marla Are Having a Picnic, G. P. Putnam’s Sons, 2018, ISBN 978-0-399-17505-3